# (17961) Mariagorodnitsky
(17961) Mariagorodnitsky (1999 JB37) – planetoida z pasa głównego asteroid okrążająca Słońce w ciągu 3,58 lat w średniej odległości 2,34 j.a. Odkryta 10 maja 1999 roku.